# Tiporus tambreyi
Tiporus tambreyi là một loài bọ cánh cứng trong họ Bọ nước. Loài này được Watts miêu tả khoa học năm 1978.